# Kim Sang-wook
Kim Sang-wook (* 21. April 1988 in Seoul) ist ein südkoreanischer Eishockeyspieler, der seit 2016 erneut bei Anyang Halla in der Asia League Ice Hockey unter Vertrag steht. Sein Bruder Kim Ki-sung war ebenfalls südkoreanischer Eishockeynationalspieler.

## Karriere

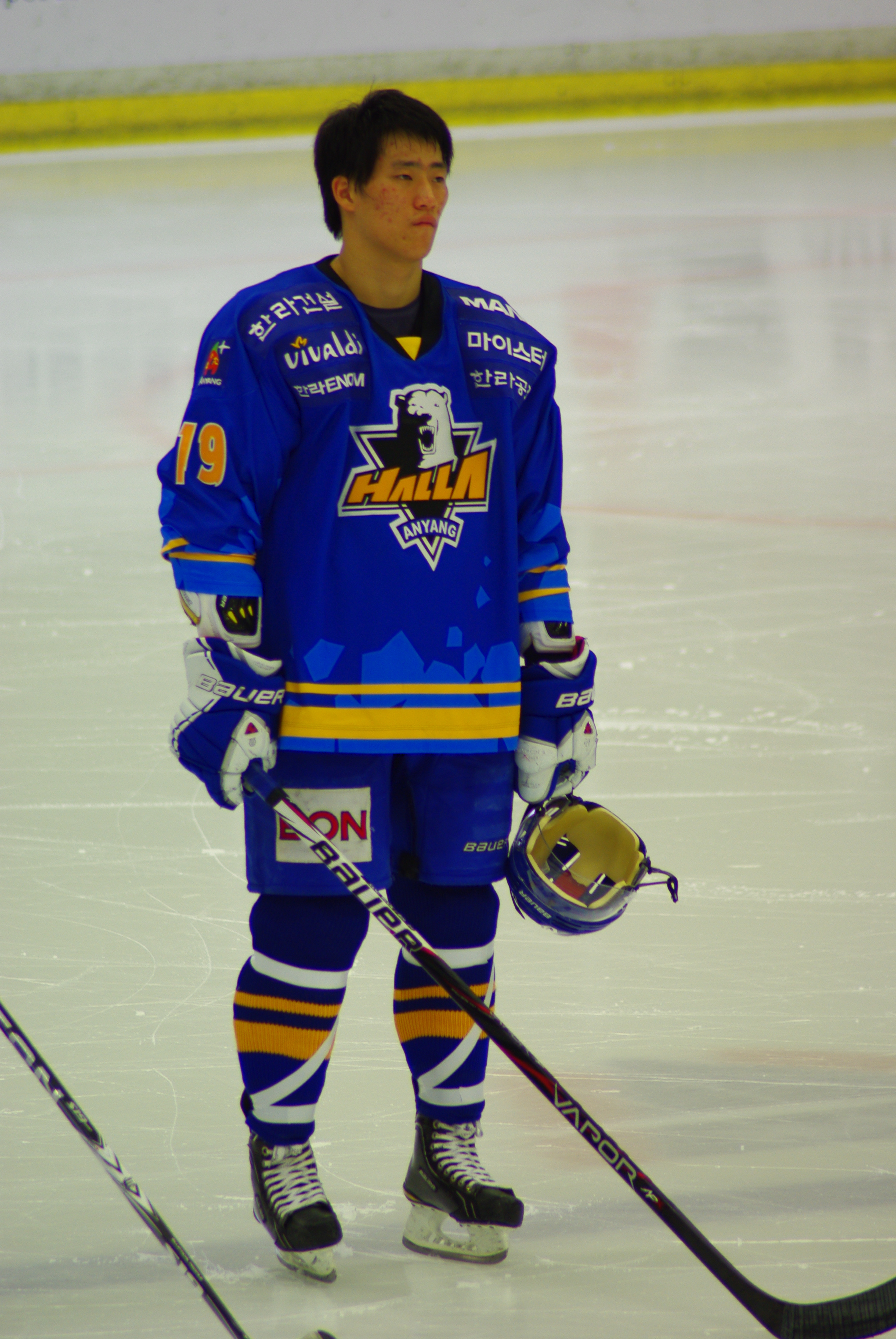
Kim Sang-wook im Trikot von Anyang Halla

Kim Sang-wook begann seine Karriere als Eishockeyspieler in der Mannschaft der Kyungsung Highschool. Als 18-Jähriger wechselte er für vier Jahre zur Yonsei University. 2010 wurde er von Anyang Halla, einer der beiden südkoreanischen Mannschaften in der Asia League Ice Hockey, verpflichtet. Mit dieser konnte er 2011 die Asia League gewinnen. 2012 wurde er zum „Jungen Spieler des Jahres“ der Asia League Ice Hockey gewählt. 2012 ging er mit seinem Bruder, der vorher in den USA gespielt hatte, nach Finnland zum HC Keski-Uusimaa in die Mestis. Während Kim Ki-sung die gesamte Spielzeit dort verbrachte, wechselte Kim Sang-wook bereits zum Jahreswechsel zu Anyang Halla zurück. Von 2014 bis 2016 spielte er bei Daemyung Sangmu, dem jüngsten der drei südkoreanischen Klubs in der Asia League Ice Hockey. Anschließend kehrte er erneut zu Anyang Halla zurück wurde 2017 als erster gebürtiger Koreaner Topscorer der Asia League, die er mit Anyang Halla auch gewinnen konnte. Da er auch bester Vorbereiter der Liga war, wurde er in deren First All-Star-Team und auch zum wertvollsten Spieler der Hauptrunde gewählt. Auch 2018 und 2023 konnte er mit Anyang Halla die Asia Legue gewinnen. 2020 war er der beste Vorlagengeber der Liga und wurde erneut in das First All-Star-Team gewählt.

### International
Für Südkorea nahm Kim Sang-wook im Juniorenbereich an den U18-Weltmeisterschaften 2006 in der Division I und der U20-Weltmeisterschaft 2008, als er nach dem Japaner Teruyuki Tsuchiya und dem Italiener Ivan Demetz drittbester Scorer und nach den beiden Italienern Marco Insam und Anton Bernard drittbester Torschütze des Turniers war, in der Division II teil.
Sein Debüt in der Herren-Nationalmannschaft des asiatischen Landes gab er bei der Weltmeisterschaft 2011 in der Division II. In der Folge spielte er mit den Ostasiaten bei den Titelkämpfen 2012, 2013, 2014, 2015, 2016, 2017, als den Ostasiaten erstmals der Aufstieg in die Top-Division gelang, 2019, 2022 und 2023 in der Division I. 2015 trug er als zweitbester Scorer hinter seinem Teamkollegen Michael Swift (gemeinsam mit seinen Landsleuten Kim Ki-sung und Mike Testwuide sowie dem Esten Andrei Makrov) maßgeblich zum sofortigen Wiederaufstieg aus der B- in die A-Gruppe der Division I bei. 2019 wurde er als Topscorer des Turniers sowohl zum besten Spieler seiner Mannschaft, als auch in das All-Star-Team des Turniers gewählt. 2018 spielte er mit Südkorea erstmals in der Top-Division, konnte dort aber die Klasse nicht halten.
Bei den Winter-Asienspielen 2011 gewann er mit der südkoreanischen Mannschaft hinter Kasachstan und Japan die Bronzemedaille. Bei den Winter-Asienspielen 2017 belegte er mit den Südkoreanern Platz zwei hinter Kasachstan. Zudem vertrat er 2012 seine Farben bei den Olympiaqualifikationen für die Winterspiele in Sotschi 2014 und in Peking 2022. Dazwischen nahm er an den Olympischen Winterspielen 2018 im eigenen Land teil, für die die Südkoreaner als Gastgeber qualifiziert waren.

## Erfolge und Auszeichnungen
| - 2011 Gewinn der Asia League Ice Hockey mit Anyang Halla - 2012 „Junger Spieler des Jahres“ der Asia League Ice Hockey - 2017 Gewinn der Asia League Ice Hockey mit Anyang Halla - 2017 Topscorer, bester Vorbereiter, Mitglied des First All-Star-Teams und wertvollster Spieler der Hauptrunde der Asia League Ice Hockey | - 2018 Gewinn der Asia League Ice Hockey mit Anyang Halla - 2020 Bester Vorbereiter und Mitglied des First All-Star-Teams der Asia League Ice Hockey - 2023 Gewinn der Asia League Ice Hockey mit Anyang Halla |

### International
| - 2011 Bronzemedaille bei den Winter-Asienspielen - 2012 Aufstieg in die Division I, Gruppe A, bei der Weltmeisterschaft der Division I, Gruppe B - 2015 Aufstieg in die Division I, Gruppe A, bei der Weltmeisterschaft der Division I, Gruppe B - 2017 Silbermedaille bei den Winter-Asienspielen | - 2017 Aufstieg in die Top-Division bei der Weltmeisterschaft der Division I, Gruppe A - 2019 Topscorer der Weltmeisterschaft der Division I, Gruppe A - 2019 All-Star-Team der Weltmeisterschaft der Division I, Gruppe A - 2024 Bester Vorlagengeber der Weltmeisterschaft der Division I, Gruppe A (gemeinsam mit drei weiteren Spielern) |

## Asia-League-Statistik
(Stand: Ende der Saison 2022/23)